# Belting
Belting é uma técnica de canto usada em diversos gêneros musicais, como rock, pop, gospel, e jazz, mas especialmente conhecida pela sua adoção no teatro musical americano. Muitas vezes nos referimos ao "belting" como uma forma de estender o registro de voz de peito para uma região mais aguda, para além da região da passagem, onde normalmente se faria a mudança para a voz de cabeça. Entretanto, há um certo consenso de que um belting saudável não deve ser entendido como pura "voz de peito", e sim uma extensão dela através de uma combinação de uma ressonância mais alta com a voz mista ou "mix", expressão em inglês. No mix, a voz não soa totalmente como uma voz cabeça e nem como uma voz de peito - e sim como uma combinação das duas, porém parecendo-se mais com a voz de peito. A estética do belting corresponde a um cantar que soa como a fala, promovendo uma sensação de espontaneidade, o que corresponde - acusticamente, sonoramente - a um prolongamento da voz de peito.
Esta técnica permite uma voz forte, poderosa, clara e em tons muito altos, sendo a técnica utilizada por atores de musical e por muitos cantores profissionais. É muito utilizada em musicais como, por exemplo, da Broadway, pois neles, a voz cantada precisa sair clara e com volume. Exemplos de cantores que usam belting com frequência:  Adam Lambert, Floor Jansen, Taylor Momsen, Amy Lee,  Kim Seokjin, Mariah Carey, Stevie Wonder, Christina Aguilera, Lady Gaga,  Marina Elali, David Fantazzini, Leona Lewis, Celine Dion, Beyonce,  Barbra Streisand, Nelly Furtado e Cyndi Lauper em alguns lives, Bette Midler, Judy Garland, Nicole Scherzinger,  Roy Khan, Bruce Dickinson, Cassiane, Lauriete e Shirley Carvalhaes, alguns poucos outros que emitem notas muito além dos limites nos agudos sem perder o peso e brilho dos graves, refletem-se em nomes como a Rainha do Soul: Aretha Franklin que entre outras dezenas de vezes, já demonstrou a anormalidade luminosa de seu alcance e uso do Belting e "mix" especificamente ao cantar:"Natural Woman" Em 2015, no Kennedy Center Honors, prestando homenagem a Carole King..